# Hans Joosten

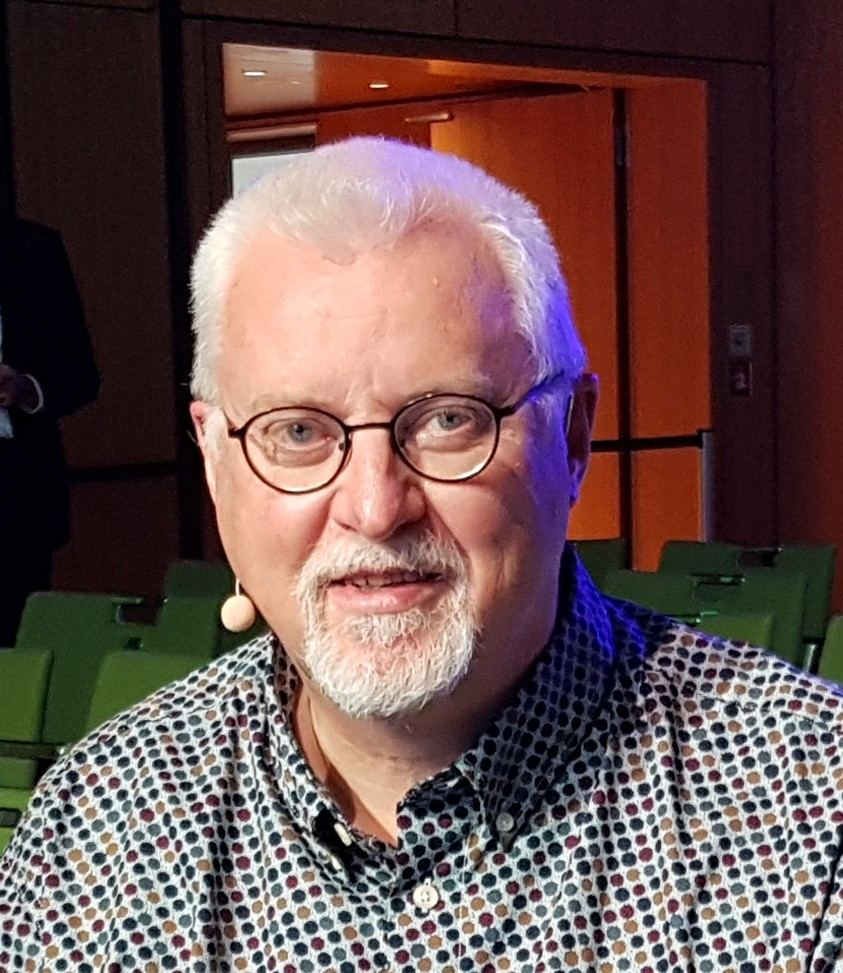
Hans Joosten (2021)

Johannes Hendricus Josephus „Hans“ Joosten (* 15. März 1955 in Liessel, Gemeinde Deurne, Niederlande) ist ein niederländischer Biologe und emeritierter Professor für Moorkunde und Paläoökologie an der Universität Greifswald.

## Leben und Wirken

### Familie

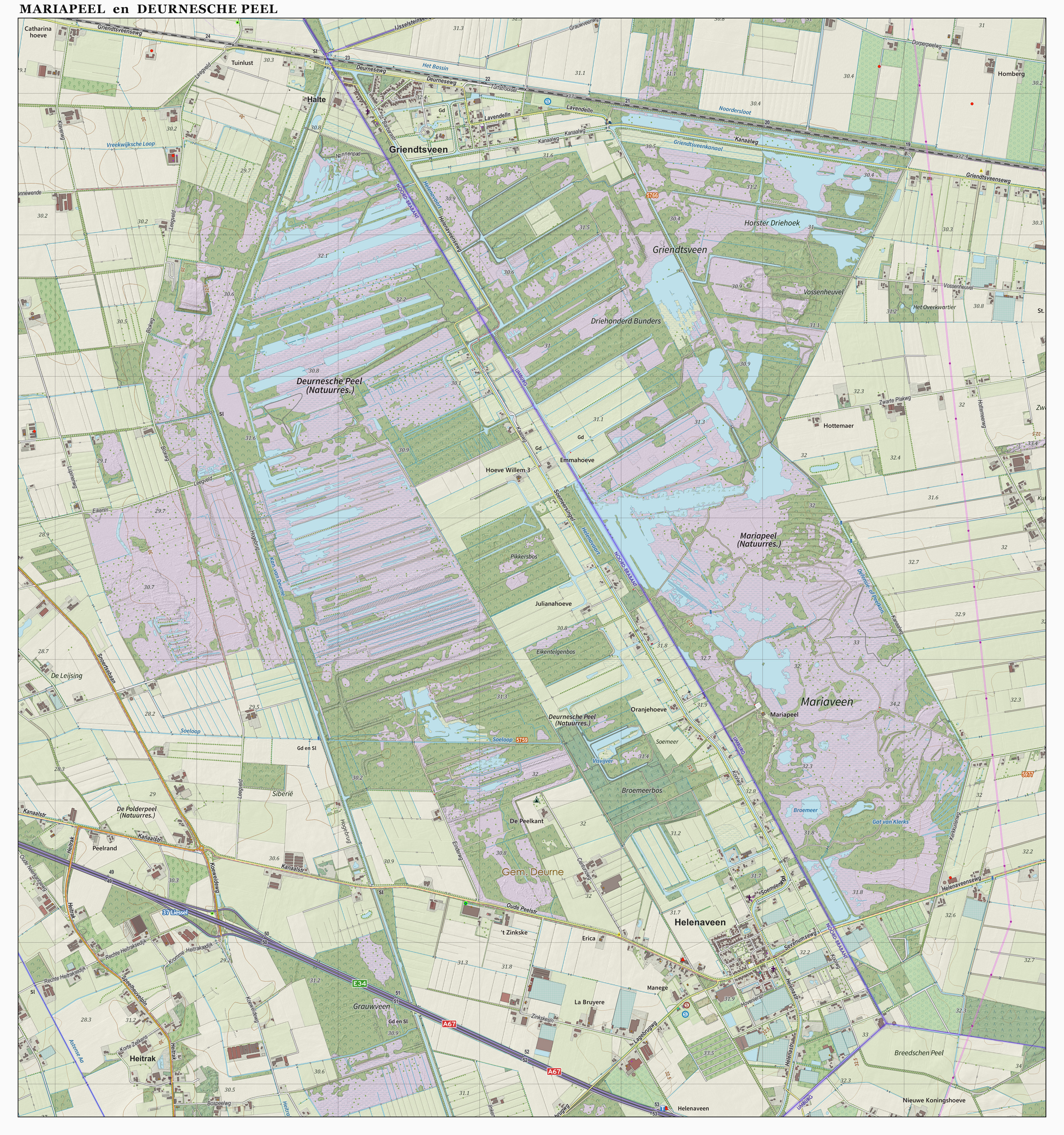
Topographische Karte des Mariapeel

Hans Joosten ist das zweite von acht Kindern von Hendricus Maria „Driek“ Joosten und Marie Johanni de Haas. Er wuchs auf dem Hof der Familie auf. Schon als Kind begleitete er seinen Vater in die Moorgebiete Liesselse Peel und Deurnsche Peel, auch als Treiber bei Jagden in den naheliegenden Moorgebieten.
Seit 1982 ist Joosten mit Ine van Stiphout, Lehrerin und Schulgründerin in Helmond (Niederlande), Greifswald und Anklam, verheiratet. Sie haben zwei erwachsene Töchter.

### Schule und Studium
1973 legte er am St. Willibrord Gymnasium in Deurne das Abitur ab. Im selben Jahr nahm er das Studium an der Katholischen Universität Nimwegen auf (Schwerpunkt Geobotanik) und studierte an der Universität Wageningen (Aquatische Ökologie) und in Utrecht (Historische Pflanzengeographie). In Nimwegen erwarb er die Berechtigung zum Lehramt an Gymnasien. Prägenden Einfluss auf seine spätere wissenschaftliche Arbeit hatten drei Persönlichkeiten: Victor Westhoff in Nimwegen, bei dem er zu einer Vegetationskartierung des Mariapeel arbeitete; am Rijksinstituut voor Natuurbeheer in Leersum arbeitete Joosten bei Pieter Schroevers über das Phytoplankton im Kanalsystem des Mariapeels; besonders prägend war jedoch sein Lehrer in historischer Pflanzengeographie Roel Janssen (Utrecht), der dem interdisziplinären Wissenschaftlerkreis um den amerikanischen Geologen Herb Wright (1917–2015) (University of Minnesota) angehörte, in dem schon früh versucht wurde, Klimaveränderungen paläoökologisch zu beschreiben. Joosten begleitete Janssen auf Forschungsreisen zu Mittelgebirgsmooren in Frankreich, Portugal und Spanien sowie zu Exkursionen in die Tschechoslowakei, die USA und nach Kanada.
Im Alter von 20 Jahren unternahm er gemeinsam mit einem Kommilitonen eine Reise nach Kamerun.

### Moor und früher Aktivismus
Erst im Studium begann die Beschäftigung mit Moor im Allgemeinen und denen seiner Kindheit im Besonderen. Ein erster Artikel (Veengebied de Peel bedreigd) erschien 1976 in der Zeitschrift Milieudefensie der Friends of the Earth Netherlands. Im selben Jahr unterstützte Joosten auch seinen Vater, der sich als Kommunalpolitiker gegen die weitere Abtorfung des Deurnesche Peel einsetzte. In seiner Heimatregion wurde er 1978 Mitbegründer der radikalen Werkgroep Behoud de Peel, die die landwirtschaftliche Nutzung des Peelgebiets zu beenden suchte. Joosten veröffentlichte 1978 eine Streitschrift zur Notwendigkeit, die Deurnsche Peel vor weiterer Torfentnahme und Meliorierung zu schützen, und beteiligte sich ab 1979 an den (anfänglich geheimen und illegalen) Wiedervernässungs- und Restaurierungsmaßnahmen der Werkgroep in diesem Gebiet. In den Folgejahren weitete die Werkgroep, der Joosten 1983 bis 1996 vorstand, ihr Engagement auf die benachbarten Mariapeel/Groote Peel und andere Peelrestgebiete aus. Als Aktivist engagiert sich Joosten nicht nur für den Moorschutz, sondern auch für gesellschaftliche Reformen. In der Katholischen Arbeiterjugend, die in den Niederlanden damals zu den radikaleren Kräften gezählt wurde, erstellte er u. a. Schulungsmaterial für „harte Aktion“. Er beteiligte sich in der regionalen und Landespolitik, u. a. als Vorsitzender der Progressieve Partij Deurne und Mitglied der niederländischen Abteilung der Vierten Internationalen.

### Forstamt und Ministerium

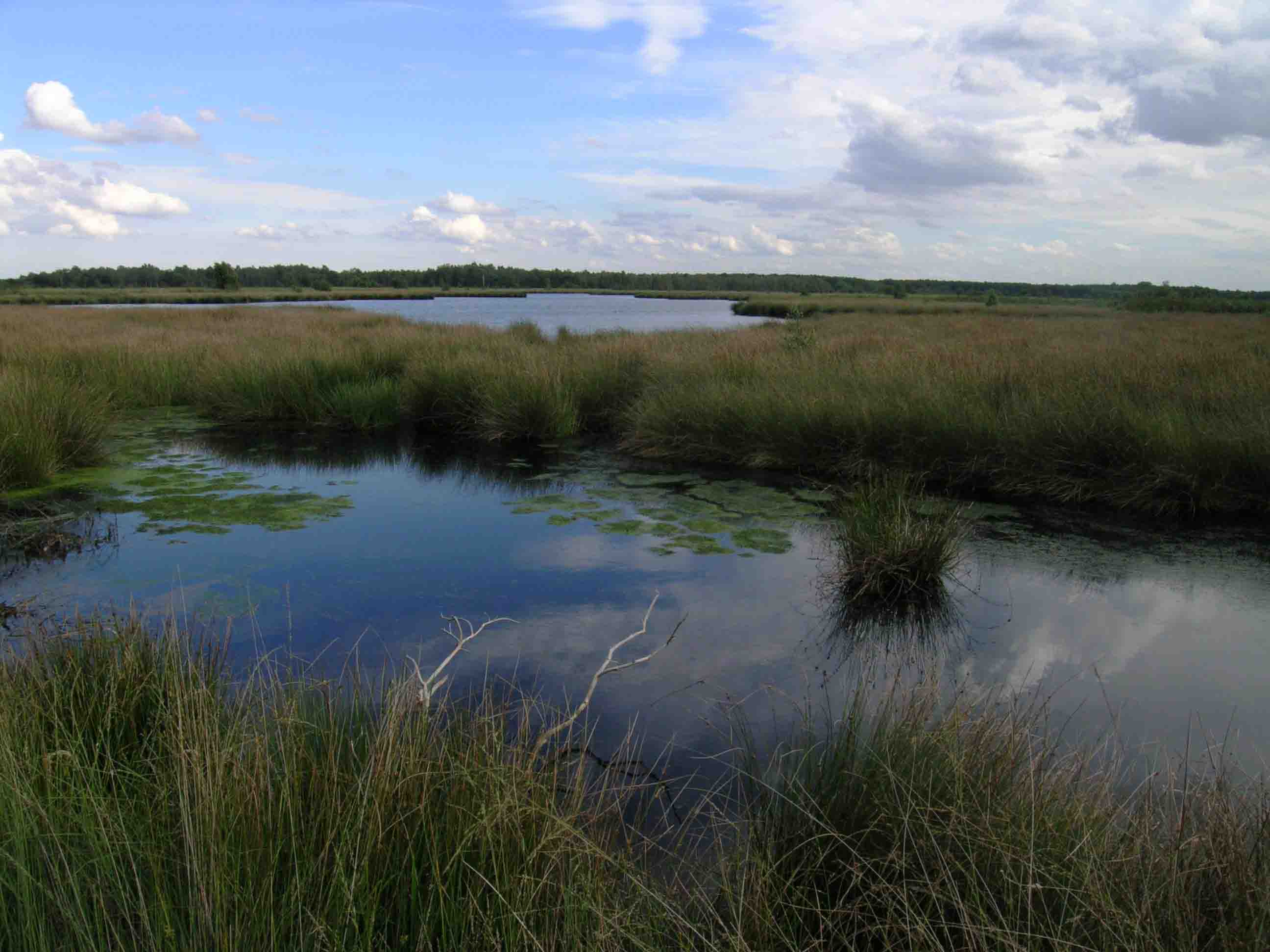
Nationalpark Grote Peel

Nach dem Studium unterrichtete Joosten an der Open Universiteit Nederland in Heerlen und wechselte 1985 in die staatliche Forstverwaltung, wo er als beamteter Mitarbeiter landschaftsökologische Expertisen über den Einfluss landwirtschaftlicher Aktivität auf benachbarte Schutzgebiete erstellte. Diese Arbeit führte ihn zurück in die Groote Peel, insbesondere untersuchte er hier die Einwirkung von Ammoniak (aus Gülle) und landwirtschaftlicher Entwässerung auf die angrenzenden Moorökosysteme. Mitte der 1980er Jahre wurde das Naturschutzreferat an das niederländische Ministerium für Landwirtschaft und Fischereiwesen angegliedert. Gleichzeitig entzündete sich an der geplanten Ausweisung der Groote Peel zum Nationalpark ein Konflikt zwischen Bauernverbänden und Naturschützern, der innerhalb des neugeordneten Ministeriums zwischen den beiden Fachbereichen ausgetragen wurde.
Joosten war Beamter auf Lebenszeit und als für ihn eine Stelle in Roel Janssens Labor für Paläobotanik und Palynologie an der Universität Utrecht geschaffen wurde, verweigerte ihm sein Dienstherr im Haag die Freigabe. Kompromissweise arbeitete er bis 1989 vier Tage pro Woche im Ministerium und drei Tage an der Universität. Später erlaubten ihm Honorarverträge mit Ministerien für Gutachten und Beratung die Finanzierung zusätzlicher Forschung und Mitarbeiterstellen im Labor. In Utrecht übernahm Joosten auch ein Lehrdeputat.
Neben Janssens Projekten auf der iberischen Halbinsel bereiste er schon vor dem Fall des Eisernen Vorhangs die Sowjetunion und plante zusammen mit estnischen Wissenschaftlern, anhand von Pollendaten den Nachweis für mehrere Fehlernten in den 1960er Jahren zu erbringen, die durch die zwangsweise angeordnete Aussaat von Mais anstatt Getreides ausgelöst, aber in der offiziellen Geschichtsschreibung bis dahin verschwiegen worden waren. Die historische Entwicklung machte diese Arbeit unnötig, und für westliche Wissenschaftler öffneten sich die teilweise schon in den 1920er Jahren eingerichteten Naturschutzgebiete und Reservate auf dem Gebiet der ehemaligen Sowjetunion – und für Joosten begann die bis in die Gegenwart reichende Arbeit in (fast) unberührten Moorlandschaften zwischen Baltikum und Pazifik.
Während der Zeit in Utrecht beschäftigte er sich besonders mit der Untersuchung zur Deckungsgleichheit von historisch informierter Landschaftsentwicklung und paläoökologischen Daten. Für die Peelregion verglich Joosten die vorhandenen Archivdaten zur Bodenbewirtschaftung mit den Ergebnissen seiner Pollenanalyse. Verschiedene Faktoren schränken die parallele palynologische Abbildung ein, z. B. ist Roggen als Windbestäuber in der Pollenanalyse sichtbar, während Weizen als selbstbestäubend kaum nachweisbar ist.
Genauso kann aus Moorproben – verursacht durch die Einführung neuer Stickstoffdünger und Bodenmaschinen – der starke Rückgang verschiedener Wegerich-Vertreter festgestellt werden, ohne dass dies in den historischen Archiven Erwähnung findet. Im Fazit folgerte Joosten, dass die Rekonstruktion der Vergangenheit immer unvollständig sein wird, aber trotzdem die Verwendung mehrerer Informationsquellen es erlaubt, sich der Wahrheit besser anzunähern.
Gleichzeitig engagierte er sich zunehmend in der International Mire Conservation Group, die er über die Jahre zu einem wissenschaftlichen Thinktank ausbaute. Schon in den frühen 1990er Jahren wurde dort die Bedeutung von Mooren und Feuchtgebieten als Kohlenstoff-Speicher in den Vordergrund gestellt, samt der Notwendigkeit von Moorschutz und -restauration – und die IMCG wichtiger Ansprechpartner von Regierungen und internationalen Organisationen, die aufgrund des Drucks der Öffentlichkeit beginnen, globale Erwärmung als zentrales politisches Thema zu erkennen. Ebenfalls in der IMCG engagiert war Michael Succow, der schon in den 1960er Jahren zu Mooren geforscht hat und Joosten einlud, den Studiengang Landschaftsökologie und Naturschutz an der Universität Greifswald mitzuentwickeln. Greifswald, nahe der polnischen Grenze gelegen, wurde idealer Brückenkopf für die Projekte in Osteuropa in den folgenden Jahren.

### Promotion, Habilitation und Forschung in Greifswald
Von Greifswald aus verfolgte Joosten u. a. langjährige Forschungsprojekte in Jakutien (Teilrepublik Sacha) und dem weltgrößten Moorgebiet des Wassjugan (Oblast Tomsk). 1998 wurde Joosten in Greifswald promoviert, 2002 folgte die Habilitation.
Mit der von Michael Succow 1999 gegründeten gleichnamigen Klima-Stiftung und DUENE e. V. arbeitete er intensiv in Russland und in Nachfolgestaaten der Sowjetunion, sowohl in der Moorbewertung als auch in der Konzeption von Restaurierungs- und Nutzungsmaßnahmen. Die Projekte wurden oft im Auftrag der EU, des BMZ und der Regierungen des jeweiligen Gastlandes durchgeführt.
Gemeinsam mit der Succow-Stiftung und DUENE e. V. entwickelte Joostens Arbeitsgruppe an der Universität Techniken zur Wiedervernässung – und mit Paludikultur einen seitdem weltweit angewandten Ansatz zur nachhaltigen Nutzung von Feuchtgebieten. Gemeinsam gründeten diese drei Institutionen 2015 das Greifswald Moor Centrum als Expertenforum, Thinktank und Schnittstelle von Wissenschaft, Politik und Praxis.
Joosten wurde im Jahr 2021 emeritiert.

### Politikberatung und Dialog zwischen Wissenschaft und Politik
Seit der Gründung der Werkgroep in den 1970er Jahren setzte sich Joosten aktiv für ökologische und gesellschaftliche Belange ein. Mit der International Mire Conservation Group (IMCG), der er seit 2000 als Generalsekretär vorsteht und deren Sekretariat an der Universität Greifswald angesiedelt ist, berät er Regierungen und lokale Protagonisten bei Restaurierung und Unterschutzstellung von Flächen. Auf der Klimakonferenz in Doha 2012 war er daran beteiligt, dass globaler Schutz von Mooren in der Klimarahmenkonvention der UN verankert wird. Diese hat er zwischen 2009 und 2015 als wissenschaftlicher Experte und später Delegationsmitglied für Belarus mitgestaltet. 
Joosten ist seit 2017 Mitglied des Lenkungsausschusses der UN-Initiative (GPI), die u. a. die Bewertung, Erhaltung und Restaurierung der Moore in Indonesien, Peru, der Demokratischen Republik Kongo/Republik Kongo verfolgt und 2018 die Brazzaville Declaration verabschiedete. Als Vorstandsmitglied des Greifswalder Vereins DUENE e. V. berät Joosten die Nile Basin Initiative, ein Zusammenschluss aus zehn Anrainerstaaten des Nils, die gemeinsam eine nachhaltige Nutzung der Wasserressourcen anstreben.
Über den Zusammenhang zwischen Mooren und der Klimakrise sagte er im Jahr 2022: „Die meisten Leute sind sich nicht bewusst, dass Moore eine derartige Klima-Relevanz haben. Erst in den letzten Jahren fängt es an, dass Leute sich bewusst sind, dass Moore sehr viele Ökosystem-Dienstleistungen bringen.“

### Moorbibliothek
Seit den 1970er Jahren baute Joosten eine umfangreiche Bibliothek mit wissenschaftlichen und literarischen Publikationen zu Mooren seit der Antike auf. Die Peatland and Nature Conservation International Library – PeNCIL umfasst heute (Stand 2021) etwa 25.000 Bände. Sie ist seit 2013 durch die Universität Greifswald (Succow Stiftung) als public-private partnership organisiert und digital inventarisiert – mit einer Förderung aus dem Bibliotheksfonds der Bernhard und Ursula Plettner-Stiftung im Stifterverband für die Deutsche Wissenschaft.

## Mitgliedschaften in Fachgruppen und Verbänden
- Nederlands Instituut voor Biologie
- Werkgemeenschap Landschapsecologisch Onderzoek
- International Mire Conservation Group
- Deutsche Gesellschaft für Moor- und Torfkunde
- International Peatland Society
- Nederlands Veengenootschap

## Preise und Auszeichnungen
- 1990: Umweltpreis der Provinz Noord-Brabant (Niederlande)
- 2005: Carl-Albert-Weber-Medaille, Deutsche Gesellschaft für Moor- und Torfkunde (Hannover)
- 2006: Tonnis Peat Award, International Peat Society (Jyväsküla, Finnland)
- 2010: Ehrendoktorwürde, Shota-Rustaveli-Universität (Batumi, Georgien)
- 2013: Deutscher Nachhaltigkeitspreis
- 2013: CULTURA-Preis für zukunftsgerechte Landnutzung, Alfred-Toepfer-Stiftung F. V. S. (Hamburg)
- 2014: Berufung in die Königlich Norwegische Wissenschaftliche Gesellschaft (Trondheim, Norwegen)
- 2018: Peat Prize (zusammen mit International Peat Mapping Team, IPMT), Geospatial Information Agency (Badan Informasi Geospasial; Jakarta, Indonesien)
- 2021: Deutscher Umweltpreis[19]
- 2022: Verdienstkreuz 1. Klasse der Bundesrepublik Deutschland[20]

## Veröffentlichungen (Auswahl)
Joosten veröffentlichte mehr als 600 Artikel in Fachpublikationen, u. a. im Natuurhistorisch Maandblad und in Palaeogeography, Palaeoclimatology, Palaeoecology. Seit dem Studium forscht und veröffentlicht er auch zur Bedeutung von Mooren aus historischer Perspektive u. a. über Zwangsarbeit im Moor oder über das Scheitern der Invasion in der Schweinebucht (Kuba) 1961 aufgrund der ungünstigen Wahl der Landungsstelle in einem Moorgebiet.

### Als Autor
- Een orienterend palaeo-oecologisch onderzoek aan regeneratieveen in boerenkuilen in de Peel. Rapport Staatsbosbeheer 20-8212-15 Tilburg, 1982.
- mit N. le Blanc, A. Vermeulen: Vegetatiekartering en waterhuishouding in het CRM-reservaat de Mariapeel (Mariaveen) 1976–1977. Rijksinstituut voor Natuurbeheer Leersum 1983.
- A 130 year micro- and macrofossil record from regeneration peat in former peasant peat pits in the Peel, The Netherlands: a palaeoecological study with agricultural and climatological implications. Palaeogeogr., Palaeoclimatol., Palaeoecol. 49: 277–312, 1985.
- mit T. Caspers, F. Post, V. Bakker, R. Buskens: Natuur in Noord-Brabant. Twee eeuwen plant en dier. Stichting Het Noordbrabants Landschap, Haaren 1996, ISBN 9080122629.
- mit D. Clarke: Wise use of mires and peatlands – Background and principles including a framework for decision-making. International Mire Conservation Group / International Peat Society, Saarijärvi 2002.
- The Global Peatland CO2 Picture. Peatland status and drainage associated emissions in all countries of the World. Wetlands International, Ede 2009.
- mit Swantje Furtak: Moore sind wie Menschen, nur nasser. Katapult-Verlag, Greifswald 2024, ISBN 978-3-948923-81-5.

### Als Herausgeber
- mit M. Succow: Landschaftsökologische Moorkunde. 2. Auflage. Schweizerbart, Stuttgart 2001.
- mit J. Couwenberg: C. A. Weber and the Raised Bog of Augstumal – with a translation of the 1902 monograph by Weber on the Vegetation and Development of the Raised Bog of Augstumal in the Memel delta. International Mire Conservation Group/PPE “Grif & K”, Tula 2002
- mit F. Parish, A. Sirin, D. Charman, T. Minaeva, M. Silvius: Assessment on peatlands, biodiversity and climate change. Global Environment Centre, Kuala Lumpur and Wetlands International Wageningen 2008.
- mit M.-L. Tapio-Biström, S. Tol: Peatlands – guidance for climate change mitigation by conservation, rehabilitation and sustainable use. Mitigation of Climate Change in Agriculture Series 5. FAO, Rome 2012
- mit W. Wichtmann, C Schröder: Paludikultur – Bewirtschaftung nasser Moore. Klimaschutz – Biodiversität – regionale Wertschöpfung. Schweizerbart Science Publishers, Stuttgart 2016.
- mit A. Bonn, T. Allott, M. Evans, R. Stoneman: Peatland restoration and ecosystem services: Science, policy and practice. Cambridge University Press/British Ecological Society, Cambridge 2016.
- mit Franziska Tanneberger, Asbjorn Moen: Mires and peatlands of Europe – Status, distribution and conservation. Schweizerbart Science Publishers, Stuttgart 2017, ISBN 978-3510653836.